# Костшинек
Костшѝнек (на полски: Kostrzynek) е село в Северозападна Полша, Великополско войводство, Пилски окръг, община Висока. Населението му е около 100 души (2012). Разположено е в Средноевропейската равнина, на 88 km северно от град Познан.